# Empecta sogai
Empecta sogai är en skalbaggsart som beskrevs av Marc Lacroix 1989. Empecta sogai ingår i släktet Empecta och familjen Melolonthidae. Inga underarter finns listade i Catalogue of Life.